# Fritz Thiedemann
Fritz Thiedemann (3 marzo 1918 – 8 gennaio 2000) è stato un cavaliere tedesco, due volte campione olimpico nell'Equitazione.

## Palmarès
| Anno | Manifestazione  | Sede      | Evento                     | Risultato | Note |
| ---- | --------------- | --------- | -------------------------- | --------- | ---- |
| 1952 | Giochi olimpici | Helsinki  | Salto ostacoli individuale | Bronzo    |      |
| 1952 | Giochi olimpici | Helsinki  | Salto ostacoli a squadre   | Bronzo    |      |
| 1956 | Giochi olimpici | Stoccolma | Salto ostacoli a squadre   | Oro       |      |
| 1960 | Giochi olimpici | Roma      | Salto ostacoli a squadre   | Oro       |      |